# Ceraclea alagma
Ceraclea alagma là một loài Trichoptera trong họ Leptoceridae. Chúng phân bố ở miền Tân bắc.